# Rubén Wolkowyski
Rubén Wolkowyski (Castelli, 30 de Setembro de 1973) é um ex-basquetebolista profissional argentino com ascendência polonesa. O atleta possui 2,08m de altura, pesa 125kg e atuava nas posições pivô e ala-pivô. Em 2004 juntamente com a seleção argentina sagrou-se campeão olímpico.